# Athlon II
Athlon II — семейство многоядерных x86-64 45-нм и 32-нм процессоров от AMD, созданное как бюджетная альтернатива более дорогим процессорам серии Phenom II, основная разница заключается в отсутствии кэша третьего уровня.

## Характеристики
Часть процессоров Athlon II (45-нм техпроцесс) создана на базе архитектуры AMD K10, и, по сути, она является упрощённой версией семейства Phenom II, не имеющей кэша L3.
Вторая часть процессоров Athlon II (32-нм техпроцесс) является версией процессоров серии A-Series с отключенным видеоядром. В отличие от процессоров на базе К10, эти процессоры не совместимы с сокетами AM3 и AM2+, и для них создан отдельный сокет FM1 и FM2+ (тот же, что и для процессоров A-серии)
Существует 4 типа процессоров Athlon II: двухъядерный на основе ядра Regor, трёхъядерный на основе Rana, четырёхъядерный на основе Propus и четырёхъядерный на основе Llano.
Примечательно, что наиболее бюджетная версия (2-ядерная) имеет увеличенный до 1 мегабайта кэш L2 по сравнению с 4-ядерным Propus с 512 кБ (в 4-ядерных моделях на основе ядра Llano каждое ядро имеет уже 1 мегабайт кэша L2). 3-ядерная версия Athlon II (Rana) является 4-ядерным Phenom II-Propus c отключённым ядром и L3-кэшем.
В прейскурантах и часто при самодиагностике компьютера («сведения о системе»), как правило, 2-ядерные обозначаются — X2, 3-ядерные — X3, 4-ядерные — X4.
Более подробно — см. раздел Phenom II.